# ニコチンアミドアデニンジヌクレオチド
ニコチンアミドアデニンジヌクレオチド (英: nicotinamide adenine dinucleotide) とは、全ての真核生物と多くの古細菌、真正細菌で用いられる電子伝達体である。さまざまな脱水素酵素の補酵素として機能し、酸化型 (NAD+) および還元型 (NADH) の2つの状態を取り得る。二電子還元を受けるが、中間型は生じない。略号であるNAD+（あるいはNADでも同じ）のほうが論文や口頭でも良く使用されている。またNADH2とする人もいるが間違いではない。
かつては、ジホスホピリジンヌクレオチド (DPN)、補酵素I、コエンザイムI、コデヒドロゲナーゼIなどと呼ばれていたが、NAD+に統一されている。別名、ニコチン酸アミドアデニンジヌクレオチドなど。

## 構造と物理化学的特性
NAD+はニコチンアミドモノヌクレオチドおよびアデノシンからなる物質であり、ヌクレオチドの5'がそれぞれリン酸結合によって結合している構造を取る。アデノシンの2'には-OH基が付属しており、これがリン酸基に置換されると、NADP+となる。
酸化還元反応に関与しているのは、ニコチンアミドであり、酸化型および還元型の構造は図の通りである。（還元型は4位の炭素に立体特異性がみられる。）
上図では、水素原子が1つだけ付加されたように見えるが、ニコチンアミドのN+が電子によって還元されるために、結果として2つの水素原子を運搬しているのと同じ状態となる。すなわち、全体としての二電子酸化還元反応は以下の通りである。
{\displaystyle {\ce {NAD^+ +}}} 還元物質 {\displaystyle {\ce {(2{\it {e^{-}}}{+}2H^{+})<->{NADH}+{H^{+}}+}}} 酸化物質
酸化還元電位 (Eo') は-0.32Vである。

UV吸収スペクトル

アデニン塩基を含むことから、NAD+とNADHはともに強いUV吸収を示す。NAD+の吸収ピークは259 nmで、モル吸光係数は16,900 M−1cm−1である。一方、還元型のNADHのみ、339 nmに第2の吸収ピークを持ち、そのモル吸光係数は6,220 M−1cm−1である。この第2のピークは酸化型のNAD+には存在しないため、分光光度計を用い波長340nmあるいは339nmの吸光度を測定することでNAD+とNADHの間の酸化還元反応を簡単に測定することができる。脱水素酵素活性測定にはこの方法が良く用いられている。
NAD+とNADHは蛍光にも差が存在している。水溶液中のNADHは460 nmをピークとする寿命0.4 nsの蛍光を発するが、NAD+は蛍光を発しない。NADHの蛍光特性はタンパク質に結合すると変化するため、これを用いて解離定数を測定することができる。また蛍光顕微鏡を使って生細胞の酸化還元状態を測定することも可能である。

## 生理学的意義
NAD+は生物のおもな酸化還元反応の多くにおいて必須成分（補酵素）であり、好気呼吸（酸化的リン酸化）の中心的な役割を担う。解糖系およびクエン酸回路より糖あるいは脂肪酸の酸化によって還元物質NADHが得られる。還元物質NADHを生産する好気呼吸反応系は以下の通りである。なお、酸化物質および還元物質を太字で表記する。

### NADH生成経路
エムデン-マイヤーホフ経路
- グリセルアルデヒド3リン酸 + NAD+ → 1,3-ジホスホグリセリン酸 + NADH （グリセルアルデヒド3リン酸脱水素酵素、EC 1.2.1.12）
- ピルビン酸 + SH-CoA + NAD+ → アセチルCoA + NADH + CO2 （ピルビン酸脱水素酵素複合体、EC 1.8.1.4)）

クエン酸回路
- イソクエン酸 + NAD+ → α-ケトグルタル酸 + NADH + CO2（イソクエン酸脱水素酵素、EC 1.1.1.41）
- α-ケトグルタル酸 + NAD+ + SH-CoA → スクシニルCoA + NADH + CO2（α-ケトグルタル酸脱水素酵素、EC 1.2.4.2.）
- リンゴ酸 + NAD+ → オキサロ酢酸 + NADH（リンゴ酸脱水素酵素、EC 1.1.1.37）

β酸化
- パルミトイルCoA + 7CoA + 7FAD + 7NAD+ + 7H2O {\displaystyle \longrightarrow } 8アセチルCoA + 7FADH2 + 7NADH + 7H+

嫌気呼吸時はグリセルアルデヒド3リン酸脱水素酵素の関与する反応系でのみNADHが発生する。

### NADH酸化経路
呼吸鎖複合体I（NADH脱水素酵素複合体）
NADHの好気呼吸時における酸化経路については以下の通りである。
- NADH → NAD+ + H+ + 2e−（プロトン濃度勾配形成）

嫌気呼吸時の酸化経路は以下の通りである。
- ピルビン酸 + NADH → 乳酸 + NAD+（乳酸脱水素酵素、EC 1.1.1.27）
- アセトアルデヒド + NADH → エタノール + NAD+（アルコール脱水素酵素、EC 1.1.1.1.）
- ジヒドロキシアセトンリン酸 + NADH → グリセロール3-リン酸 + NAD+（グリセロール-3-リン酸脱水素酵素、EC 1.1.1.8）

還元的クエン酸回路が作動した場合、上記のクエン酸回路NADH生産反応の逆反応となる。還元的クエン酸回路の作動はNADHの回路への添加によるところが大きく、そのまま炭酸固定反応の駆動力となる。
エネルギー代謝以外にもNADHは多くの機能を持っている。代表的なものでは一部の真正細菌と古細菌が持つDNAリガーゼはATPの代わりにNADHを用いる活性中間体を生じる。

## 合成系
NAD+はヌクレオチド骨格であるために、ヌクレオチド合成系を基本とするがニコチンアミドの付加については、
- ニコチンアミドヌクレオチド + ATP → NAD+ + ピロリン酸 (PPi)
- ニコチンアデニンジヌクレオチドのアミド化（ATP、グルタミン存在下）

の二つの経路が考えられる。ニコチンアミド自体はビタミンB群のナイアシンを原料としている。

## 歴史
1906年イギリスのアーサー・ハーデンが発見。